# Natxo Insa Bohigues
Ignacio Insa Bohigues (Cocentaina, El Comtat 9 de juny de 1986), més conegut com a Natxo Insa, és un futbolista valencià que juga com a migcampista. El seu actual equip és el Johor Darul Ta'zim de Malàisia
Germà del també futbolista professional Kiko Insa, es va formar al planter del València CF, arribant a debutar en lliga amb el primer equip. Posteriorment va ser cedit durant dos anys a la SD Eibar. L'estiu del 2009 fitxa pel Vila-real CF, que l'hi incorpora al seu filial, el qual tot just debuta a la categoria d'argent a la temporada 09/10. Actualment juga al Levante U.D de segona divisió espanyola. També és germà del futbolista professional Kiko Insa.

## Trajectòria
Migcampista de contenció amb gran capacitat de brega, format al planter del València Club de Futbol, és un excel·lent recuperador de pilotes i quan té l'esfèric en el seu poder el distribueix amb criteri. Sent jugador de Mestalla, debuta amb el primer equip al desembre de 2006 en un partit de Champions contra la Roma a l'Olímpic. El seu únic partit a primera divisió amb el València C. F. seria en els minuts finals de l'últim partit de lliga contra la Reial Societat. Finalitzant aquesta etapa en el seu primer club, a l'estiu de 2007 és traspassat a la Societat Esportiva Eibar on competeix dues temporades.
Torna a un equip de la valencià en 2009, en aquest cas seria el Vila-real Club de Futbol, així va arribar a la disciplina groga amb la carta de llibertat sota el braç, per competir amb el seu filial a Segona, on romandria també per dos anys i tindria de nou només una aparició puntual amb el primer equip.
El 24 juny 2011 fitxa pel Real Club Celta de Vigo, on seria potser la seva etapa més reconeguda. El 27 de maig de 2012, contra el Gimnàstic de Tarragona a Segona Divisió, marca el segon gol del Celta de Vigo en el partit, que va acabar 1-2 per als gallecs, i que signaria pràcticament l'ascens del Celta a la primera divisió després de 5 anys deambulant per la divisió de plata del futbol espanyol.
A l'any següent, a primera divisió, resultaria clau en un final de lliga, en què a falta de 4 partits, el Celta estava últim i amb només un 4% de possibilitats de salvar-se. L'1 de juny de 2013, contra el R. C. D. Espanyol, va marcar el gol que mantenia al Celta a primera divisió. Així i tot no se li renovaria el contracte a la temporada següent i marxaria a l'Antalyaspor de la Superlliga de Turquia, 1 amb el qual no obstant això no jugaria molt i baixaria de categoria a final de temporada, després de la qual signaria una rescissió de contracte, quedant sense equip per a la temporada següent.
Mentrestant a Vigo se li segueix recordant com un jugador estimat per l'afició, i el 25 de setembre de 2014 crea la Penya celtista Natxo Insa, en agraïment per la seva aportació a la història recent del Celta de Vigo.
El 21 de gener de 2015 fa oficial el seu fitxatge pel Reial Zaragoza. L'entrada d'Insa al club aragonès va suposar també la sortida de Carlos Diogo, a causa de la restricció imposada a l'equip per la RFEF pel que fa al límit de fitxes professionals inscrites pels aragonesos.